# Diplolaena mollis
Diplolaena mollis är en vinruteväxtart som beskrevs av Paul G. Wilson. Diplolaena mollis ingår i släktet Diplolaena och familjen vinruteväxter. Inga underarter finns listade i Catalogue of Life.